# Cladodio

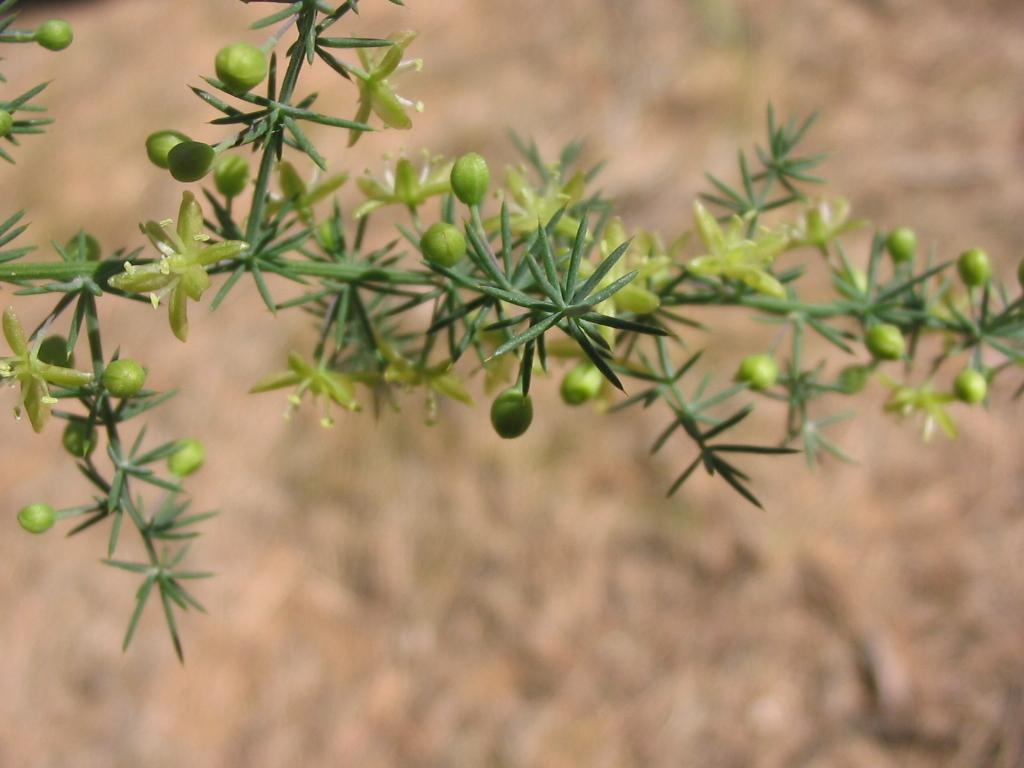
Ejemplo en Asparagus acutifolius.

Un cladodio es una rama (macroblasto) aplastada, con función de hoja. Tallo modificado, aplanado, que tiene la apariencia de una hoja y que la reemplaza en sus funciones, porque las hojas existentes son muy pequeñas o rudimentarias para poder cumplir con sus tareas.

## Véase también

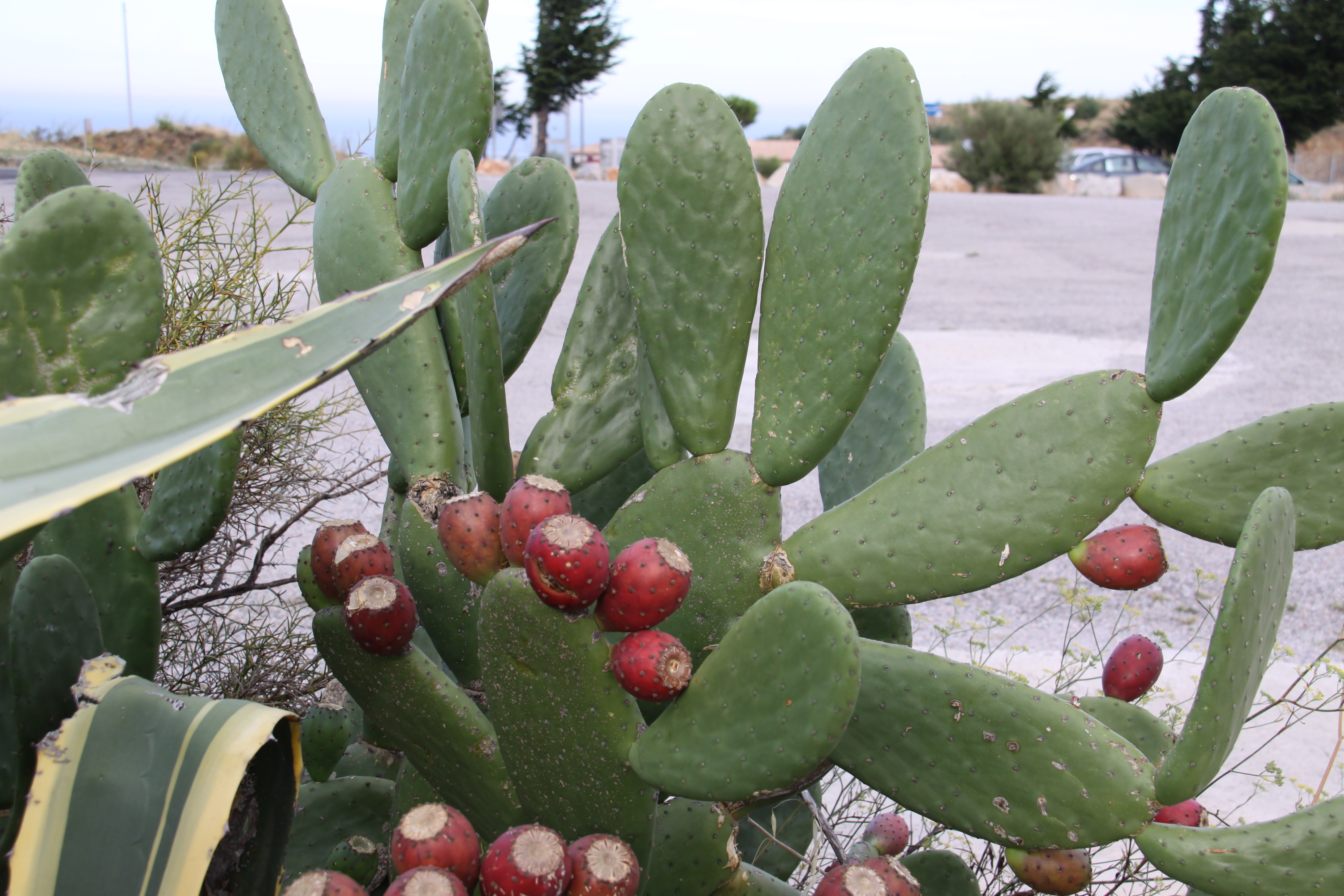
Opuntia ficus-indica, filóclados y frutos.
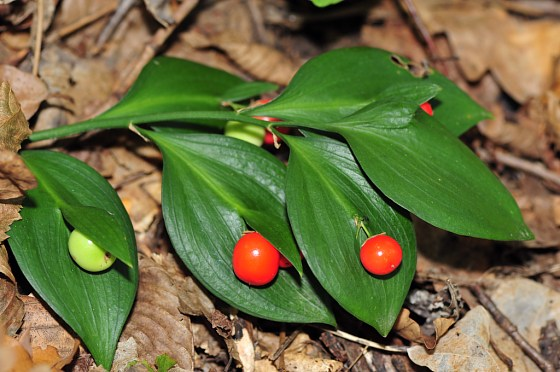
Ruscus hypoglossum, cladodios y frutos.
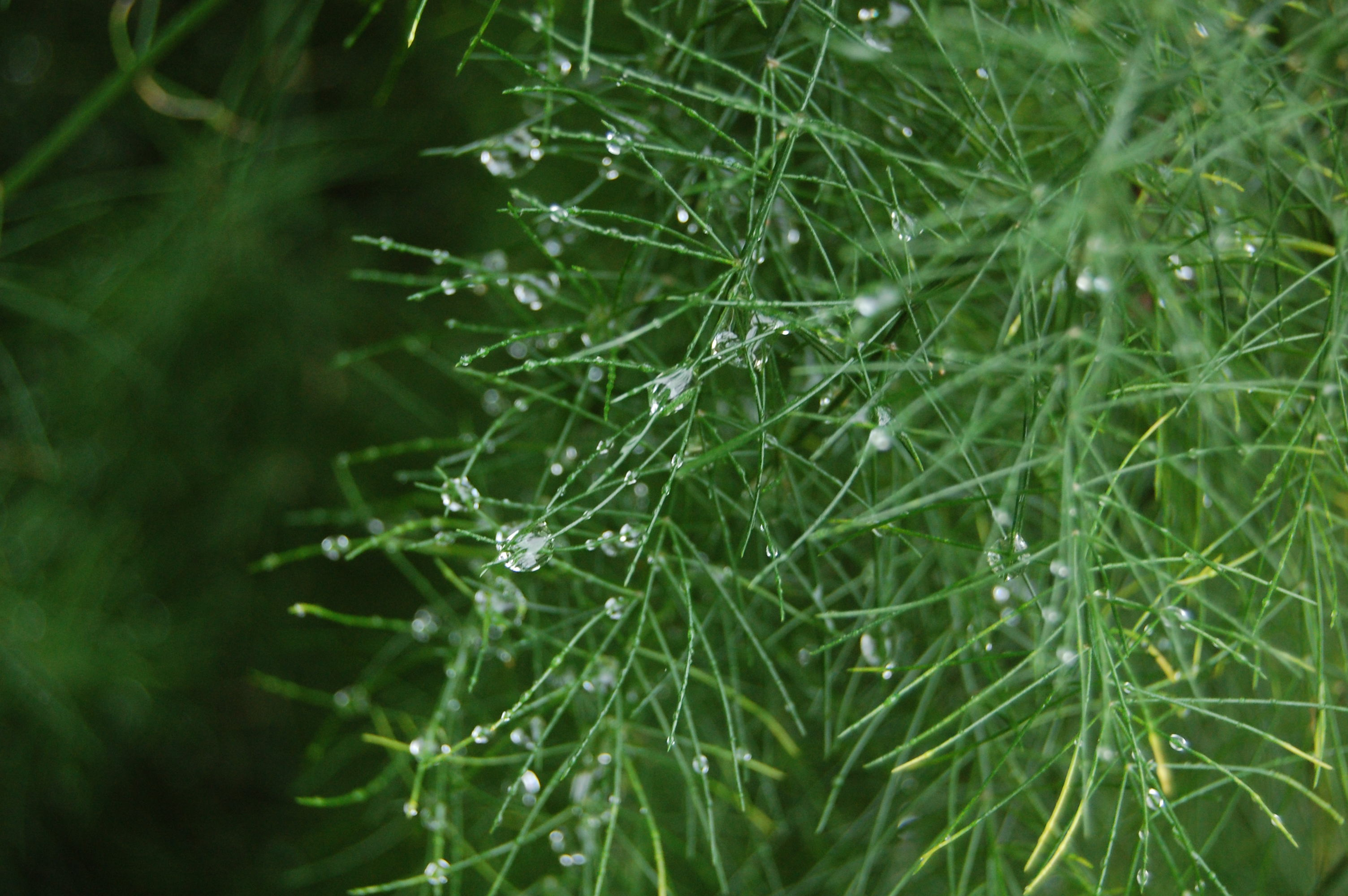
Espárrago (Asparagus officinalis), cladodios como agujas fasciculadas.
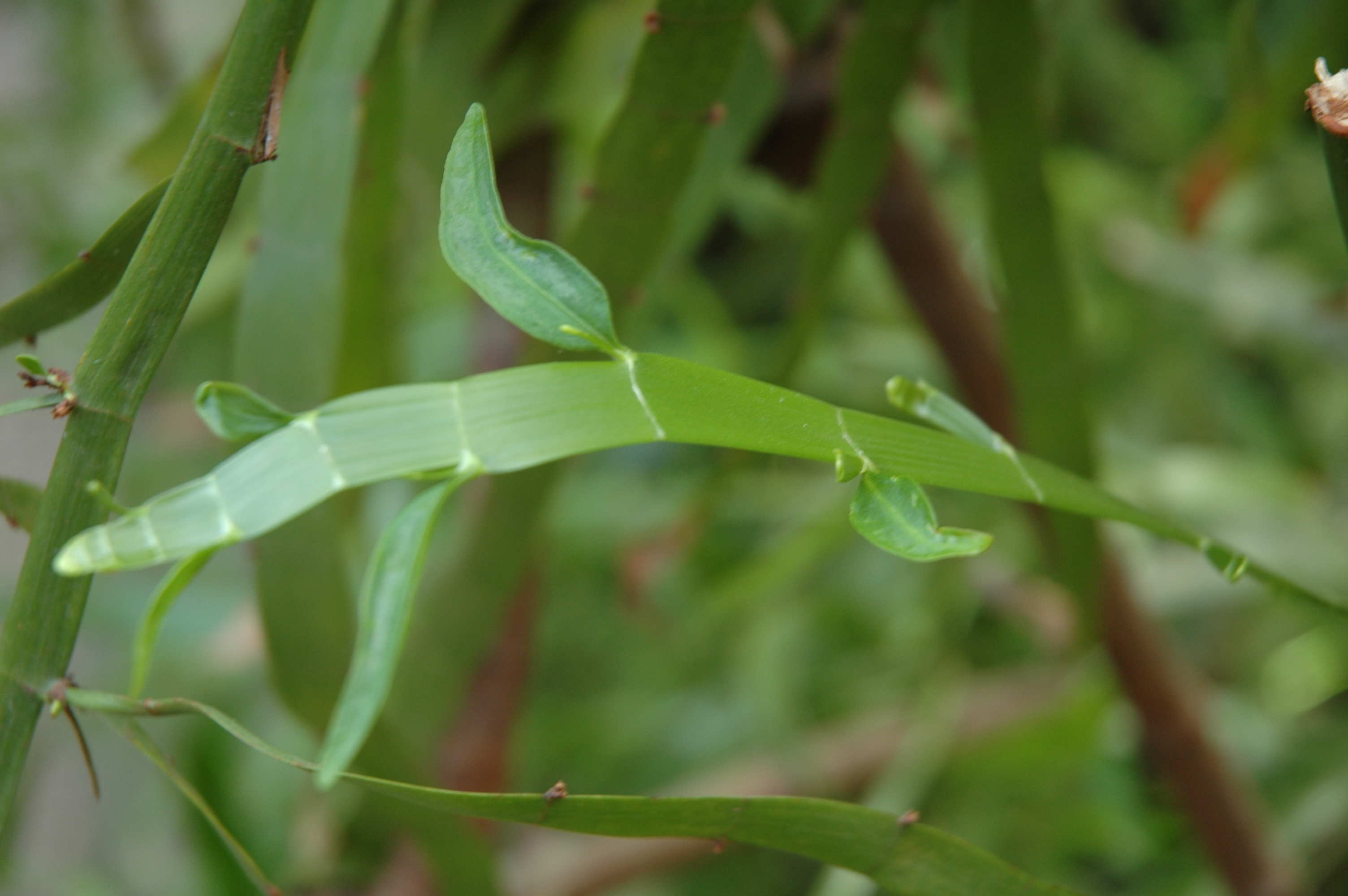
Homalocladium platycladum, filóclados y hojas.
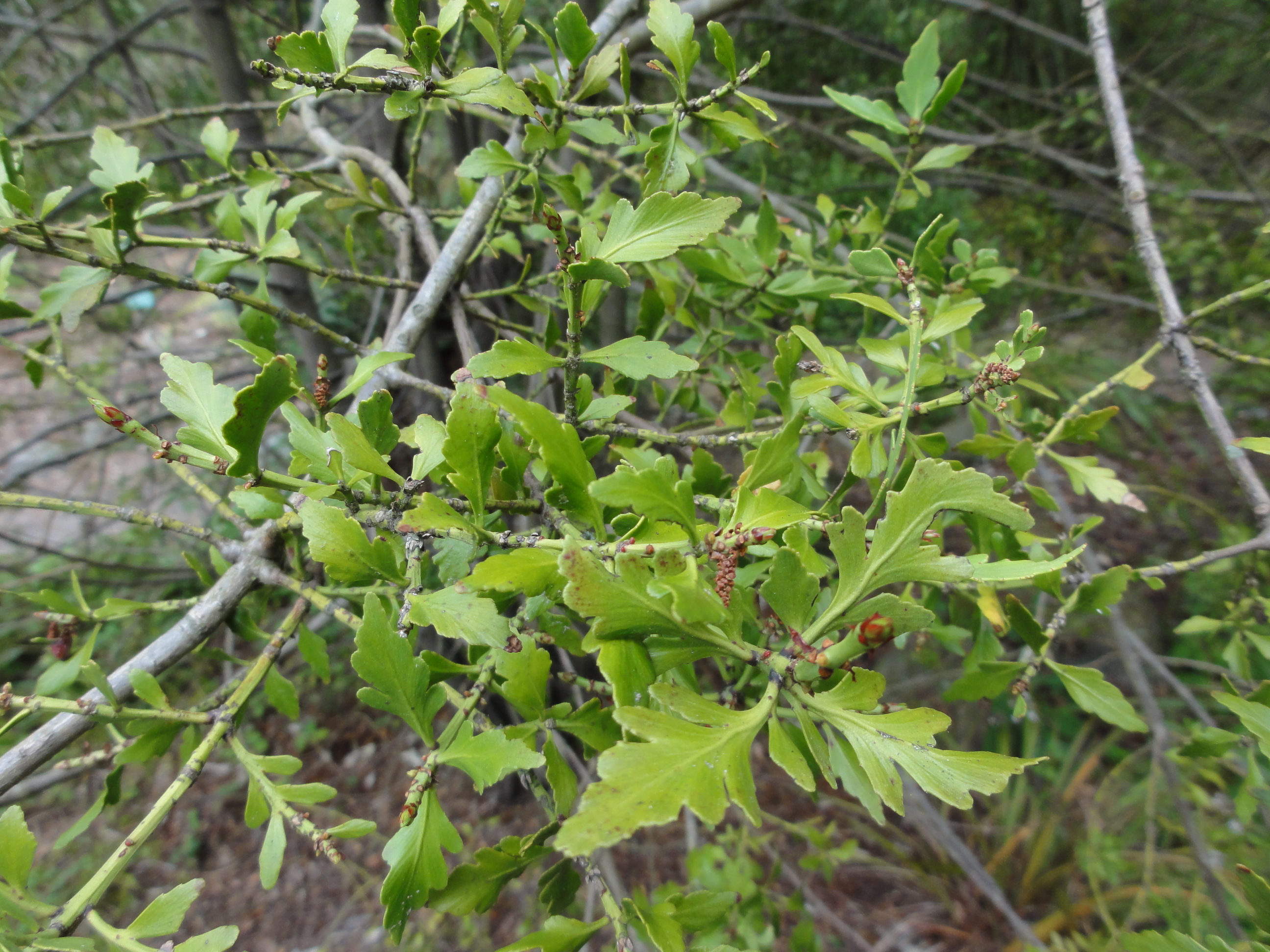
Phyllocladus alpinus, cladodios.
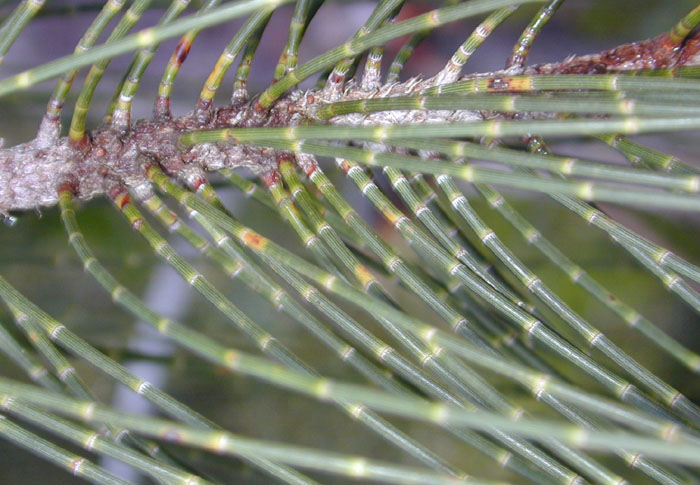
Casuarina equisetifolia), filóclados.